# Tayug
Tayug è una municipalità di quarta classe delle Filippine, situata nella Provincia di Pangasinan, nella regione di Ilocos.
Tayug è formata da 21 baranggay:
- Agno
- Amistad
- Barangay A (Pob.)
- Barangay B (Pob.)
- Barangay C (Pob.)
- Barangay D (Pob.)
- Barangobong
- Carriedo
- C. Lichauco
- Evangelista
- Guzon
- Lawak
- Legaspi
- Libertad
- Magallanes
- Panganiban
- Saleng
- Santo Domingo
- Toketec
- Trenchera
- Zamora